# La Chapelle-du-Bois
La Chapelle-du-Bois ist eine französische Gemeinde mit 779 Einwohnern (Stand 1. Januar 2022) im Arrondissement Mamers im Département Sarthe in der Region Pays de la Loire. La Chapelle-du-Bois gehört zum Kanton La Ferté-Bernard und zum Gemeindeverband Communauté de communes du Pays de l’Huisne Sarthoise. Die Einwohner werden Chapellois genannt.

## Geographie
La Chapelle-du-Bois liegt etwa 38 Kilometer nordöstlich von Le Mans. Umgeben wird La Chapelle-du-Bois von den Nachbargemeinden Bellou-le-Trichard im Norden und Nordwesten, Saint-Germain-de-la-Coudre im Norden und Nordosten, Préval im Osten, La Ferté-Bernard im Südosten, Dehault im Süden und Südwesten sowie Nogent-le-Bernard im Westen und Nordwesten.

## Bevölkerungsentwicklung
| 1962                      | 1968 | 1975 | 1982 | 1990 | 1999 | 2006 | 2013 |
| ------------------------- | ---- | ---- | ---- | ---- | ---- | ---- | ---- |
| 602                       | 587  | 528  | 548  | 643  | 799  | 866  | 890  |
| Quelle: Cassini und INSEE |      |      |      |      |      |      |      |

## Sehenswürdigkeiten

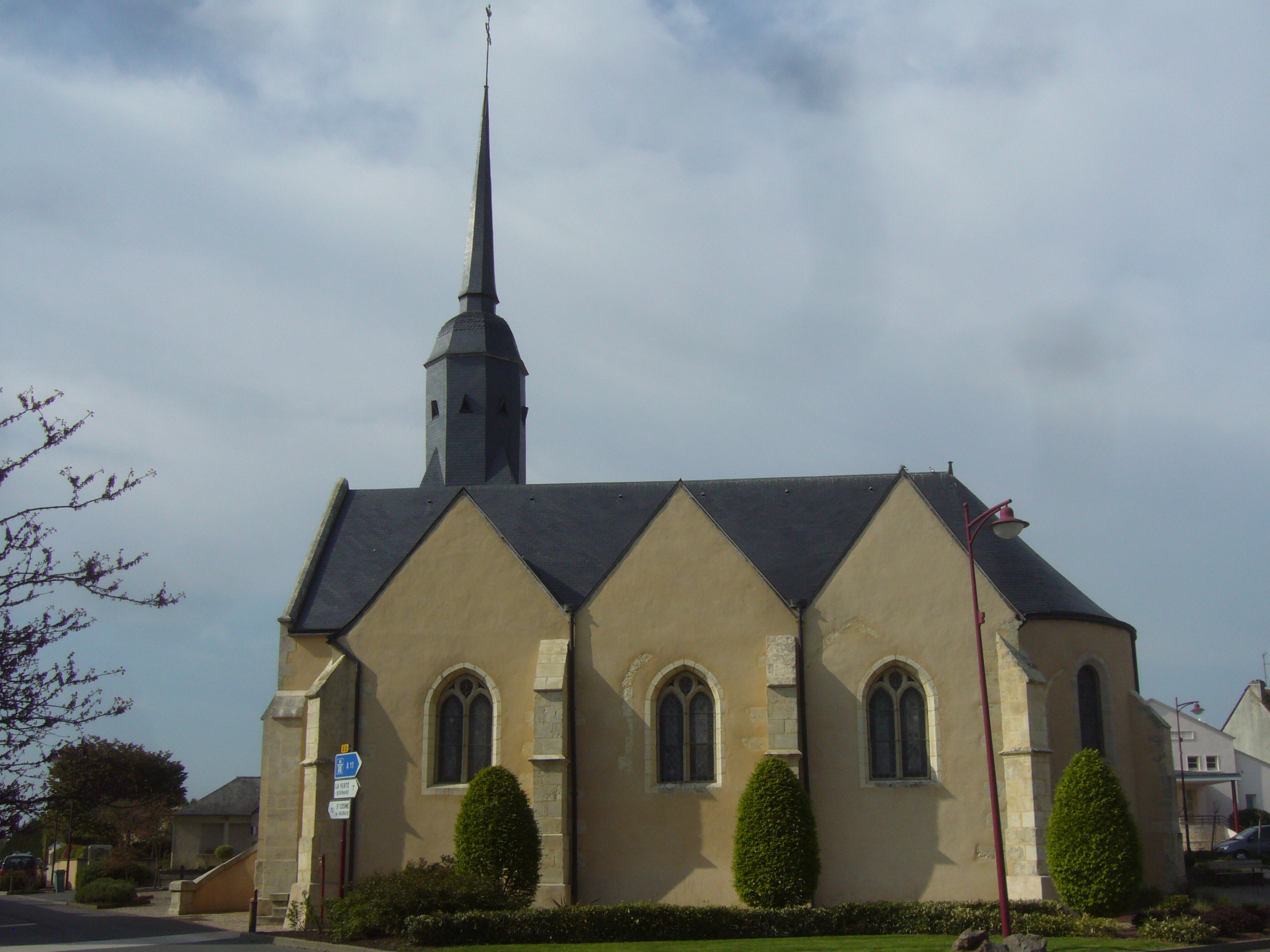
Kirche Saint-Marie-Madeleine

- Kirche Sainte-Marie-Madeleine aus dem 12. Jahrhundert mit Umbauten aus dem 16. Jahrhundert, seit 1927 Monument historique